# Eryomyidae
Famille
Les Eryomyidae forment une famille de rongeurs fossiles.

## Liste des genres
Selon Paleobiology Database (14 avril 2015) :
- genre Perimys
- genre Pliolagostomus